# UE Llagostera
UE Llagostera (Unió Esportiva Llagostera) – hiszpański klub piłkarski z siedzibą w Llagostera. Założony w 1947 roku klub gra w Segunda División B.

## Osiągnięcia
- 2 sezony w Segunda División
- 3 sezony w Segunda División B
- 2 sezony w Tercera División

## Zawodnicy

### Skład
Stan na 26 czerwca 2016
| Nr | Poz. | Piłkarz                |
| -- | ---- | ---------------------- |
| 1  | BR   | José Moragón           |
| 2  | OB   | Aimar Moratalla        |
| 3  | OB   | Ruymán Hernández       |
| 4  | PO   | Jordi López            |
| 5  | OB   | Jorge García Torre     |
| 6  | PO   | Alberto Ortiz Moreno   |
| 7  | NA   | David Querol           |
| 8  | PO   | Josep Comadevall       |
| 9  | NA   | Juan Expósito          |
| 10 | NA   | Natalio Lorenzo Poquet |
| 11 | PO   | José Fernández Vázquez |
| 12 | OB   | Jordi Masó             |
| 13 | BR   | René Román             |
| 14 | OB   | Alejandro Cruz         |

| Nr | Poz. | Piłkarz           |
| -- | ---- | ----------------- |
| 15 | PO   | Emilio Fuentes    |
| 16 | OB   | Jesús Herrero     |
| 17 | NA   | Rafael Fernández  |
| 18 | PO   | Marcos Tébar      |
| 19 | NA   | Adolfo Enríquez   |
| 20 | PO   | Eduard Oriol      |
| 21 | NA   | Jesús Imaz        |
| 22 | NA   | Benjamín Martínez |
| 23 | OB   | José Ríos         |
| 24 | PO   | Alberto Escassi   |
| 29 | PO   | Fernando Quesada  |
| 30 | BR   | Nico Ratti        |

1. https://web.archive.org/web/20140723181125/http://www.futbolme.com/app.php